# Roger Rioland
Roger Rioland (Vitry-sur-Seine, 20 de octubre de 1924-Vitry-sur-Seine, 23 de marzo de 2018) fue un deportista francés que compitió en ciclismo en la modalidad de pista. Ganó una medalla de oro en el Campeonato Mundial de Ciclismo en Pista de 1946, en la prueba de persecución individual.

## Medallero internacional
| Campeonato Mundial | Campeonato Mundial | Campeonato Mundial | Campeonato Mundial         |
| Año                | Lugar              | Medalla            | Competición                |
| ------------------ | ------------------ | ------------------ | -------------------------- |
| 1946               | Zúrich (Suiza)     | Medalla de oro     | Persecución individual (A) |